# Verbița
Verbița est une commune roumaine située dans le județ de Dolj.